# Petterchernes brasiliensis
Espèce
Petterchernes brasiliensis est une espèce de pseudoscorpions de la famille des Chernetidae.

## Distribution
Cette espèce est endémique du Pernambouc au Brésil. Elle se rencontre vers Exu.

## Étymologie
Son nom d'espèce, composé de brasil(i) et du suffixe latin -ensis, « qui vit dans, qui habite », lui a été donné en référence au lieu de sa découverte, le Brésil.

## Publication originale
- Heurtault, 1986 : Petterchernes brasiliensis, genre et espèce nouveaux de Pseudoscorpions du Brésil (Arachnides, Pseudoscorpionida, Chernetidae). Bulletin du Muséum National d'Histoire Naturelle, Paris, sér. 4, vol. 8, p. 351-355.